# 根茨·阿尔帕德
根茨·阿尔帕德（匈牙利語：Göncz Árpád，1922年2月10日—2015年10月6日）匈牙利的自由主义政治家和前匈牙利总统（1990年5月2日－2000年8月4日）。他参加1956年匈牙利革命，是自由民主主义者联盟的创始成员和副主席，在担任总统前是匈牙利国民议会议长。卸任後擔任共产主义受害者纪念基金会国际顾问委员会的委员。

## 生平
根茨1944年毕业于布达佩斯帕兹马尼·彼得大学艺术与科学学院（Budapest Pázmány Péter University of Arts and Sciences）法律系，获法律博士学位。在第二次世界大战中，他被应征入伍，但他逃走加入了抵抗运动。战后1945年加人独立小农党（Independent Smallholders' Party），担任党内青年组织“独立青年”布达佩斯委员会主席和总书记贝洛·科瓦奇的私人秘书。共产党接管政权后小农党被解散，他失去《世代》周刊编辑工作，在乡间务农，并当过电焊工和金属制造工。50年代曾在农业大学学习4年，后任过农业工程师。
1956年匈牙利革命时，他曾在新成立的匈牙利农民联盟工作，苏联在1956年11月4日干预后，他参加了几个备忘录的写作和帮助传递一份国外纳吉·伊姆雷的手稿。1957年5月被逮捕，8月2日作为“比博（纳吉政府的国务部长）的政治同案犯”，以“企图推翻人民民主国家制度”判处终身监禁并禁止上诉。1960年，他参加了绝食抗议，随着超过4000其他革命者和自由战士的加入，在1963年他通过大赦，从监狱被释放。
获释后，根茨靠在监狱中学会的英语开始搞翻译工作。从1965年起他成为专业文学翻译和自由职业作家，先后发表了多部剧本、短篇小说，翻译过大量英、美文学作品，并于1983年获匈牙利的约热夫·奥蒂洛文学奖，1989年因翻译英国文学作品获英国惠特兰奖。他的一些著名的翻译包括玛丽·雪莱的《科学怪人》、托马斯·沃尔夫的《时间和河流》、威廉·福克纳的《萨托里斯》、《喧哗与骚动》、《押沙龙，押沙龙！》以及欧内斯特·海明威《岛屿在流》和托尔金的《指环王》等众多作家作品。
根茨的作品包括小说和戏剧，较著名的作品有《穿木屐者》(曾被改编成话剧)、《相会》、《栅栏》、《还乡》以及《天平》等。
1981年至1989年根茨任匈牙利作家协会翻译家分会负责人，1988年至1989年任作家工会主席，1989年12月至1990年9月任作家协会主席。

## 政治生涯和匈牙利总统

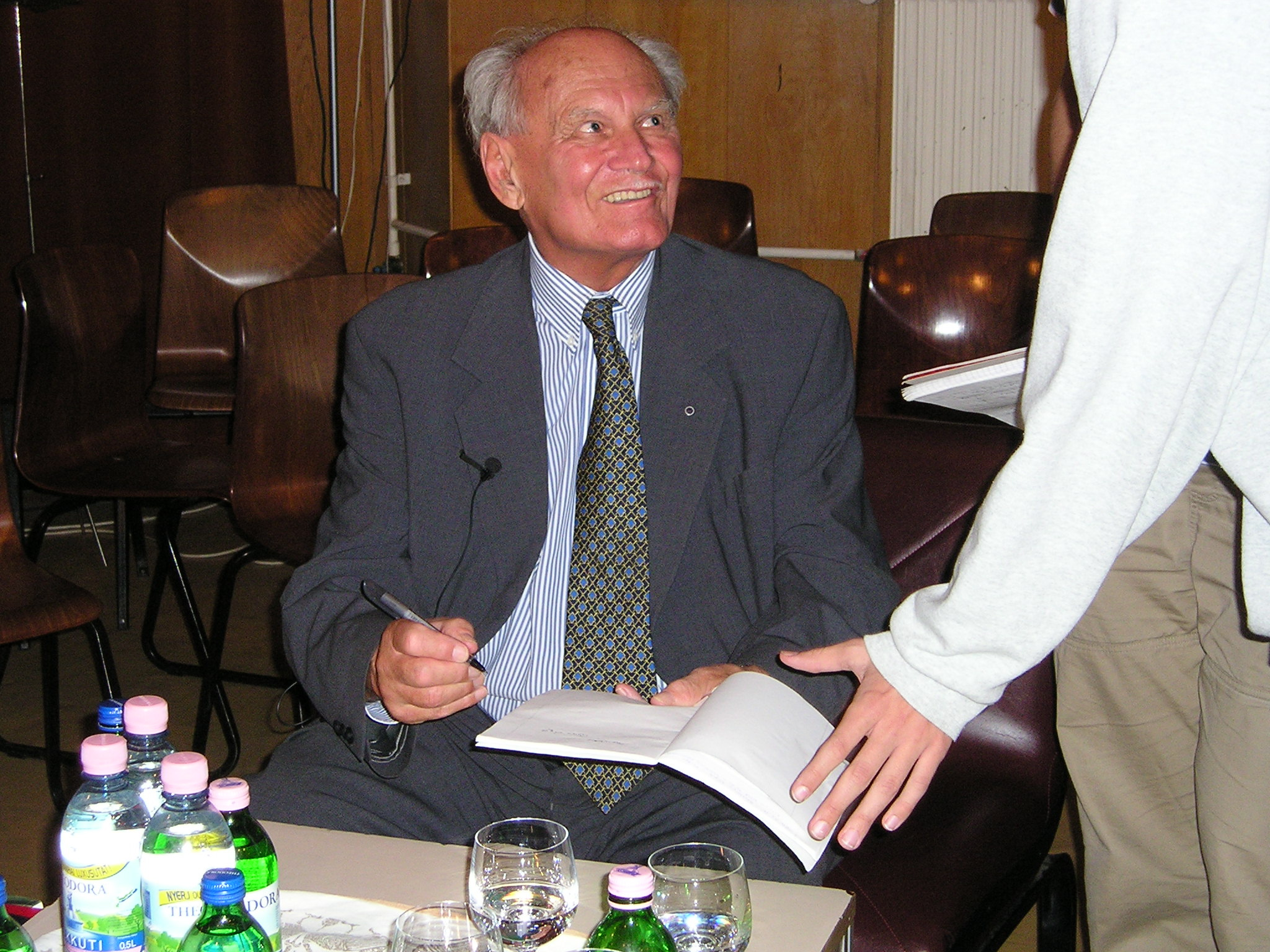
根茨在2005年.

70年代，根茨与一些持不同政见者共同出版地下文学刊物，要求共产党实行民主和尊重人权，并于1988年参与创建匈牙利第二个反对党——自由民主主义者联盟（Alliance of Free Democrats，SZDSZ），并从此成为“反对派的象征”。他曾是专门负责对1956年事件作出“历史性裁决”的“历史公正委员会”成员。1989年成为匈牙利人权联盟主席。
1990年3月，在匈牙利政局变化后举行的首次大选中，5月根茨作为自民盟代表当选为议会议员，5月至8月担任国民议会议长。在此期间，他还担任匈牙利临时总统。8月4日正式出任总统兼军队总司令，同时辞去议长职务。
1995年6月19日在国会举行的总统选举中，根茨又以259票对76票击败另一位总统候选人，当选为匈牙利共和国任总统。2000年8月4离任。
根茨夫人玛丽亚·苏珊娜·根特（Mária Zsuzsanna Göntér），两人四个孩子。他的女儿根茨·金高，是匈牙利前外交部长。

## 荣誉

### 外国勋章奖章
- 一等白狮勋章（捷克，2003年[2]）